# IC 3031
IC 3031 је спирална галаксија у сазвјежђу Береникина коса која се налази на листи објеката дубоког неба у Индекс каталогу.
Деклинација објекта је + 13° 18' 29" а ректасцензија 12h 11m 4,2s. Привидна величина (магнитуда) објекта IC 3031 износи 15,2 а фотографска магнитуда 16,0. IC 3031 је још познат и под ознакама FGC 164A, PGC 92941.